# José Ramón Muñiz
José Ramón Muñiz Vázquez (19 april 2002) is een Mexicaans baan- en wegwielrenner.

## Carrière
In november 2021 won Muñiz, samen met Jorge Peyrot, een gouden medaille tijdens de Pan-Amerikaanse kampioenschappen baanwielrennen op het onderdeel ploegkoers. Een jaar later behaalde hij brons in de ploegenachtervolging.
Op de weg werd hij in juli 2023 nationaal kampioen tijdrijden bij de beloften. Op het wereldkampioenschap eindigde hij op plek 54 in diezelfde discipline. In augustus nam hij deel aan de Ronde van de Toekomst. De negende plek in koninginnenrit, met aankomst op de Col de la Loze, was zijn beste klassering. Ploeggenoot Isaac del Toro won het eindklassement. In februari 2024 was Muñiz de beste jongere in de Tour Colombia. In april reed hij enkele Italiaanse eendagskoersen. Hier werd hij onder meer zesde in de Trofeo Città di San Vendemiano, elfde in de Ronde van Biella en vijfde in de GP della Liberazione. Eind mei werd hij derde in de wegwedstrijd voor beloften tijdens de Pan-Amerikaanse kampioenschappen, achter Otávio Gonzeli en Jaider Muñoz.

## Overwinningen
2023
 Mexicaans kampioen tijdrijden, beloften
2024
Jongerenklassement Tour Colombia
 Pan-Amerikaans kampioenschap op de weg, beloften
2025
2e etappe Ronde van de Gila

## Ploegen
- 2023 –  Petrolike
- 2024 –  Petrolike